# Sempervivum vaccarii
Sempervivum vaccarii är en fetbladsväxtart som beskrevs av Ernst Wilczek och Vaccari. Sempervivum vaccarii ingår i släktet taklökar, och familjen fetbladsväxter. Inga underarter finns listade i Catalogue of Life.